# VK Karlovarsko
Volejbalový Klub ČEZ Karlovarsko nebo VK ČEZ Karlovarsko je profesionální český mužský volejbalový klub, sídlící v Karlových Varech a hrající v extralize, nejvyšší soutěži českého volejbalu.
Klub byl založen v roce 2014 a ihned odkoupil licenci v české extralize. Navzdory krátké historii Karlovarsko již vyhrálo 3 národní tituly (v letech 2018, 2021, 2022) a 2 Superpoháry, a to za méně než 10 let. Mládež je pravidelným účastníkem play-off (nejlepších 8 týmů) v téměř všech mládežnických extraligových soutěžích.

## Tým
sezóna 2022-23 
| čís.           | jméno           | datum narození              | pozice     |            |
| -------------- | --------------- | --------------------------- | ---------- | ---------- |
| 1              | James Weir      | 20. července 1995 (29 let)  | blokař     |            |
| 3              | Daniel Pfeffer  | 27. dubna 1990 (34 let)     | libero     |            |
| 4              | Patrik Lamanec  | 28. prosince 1995 (29 let)  | univerzál  |            |
| 5              | Adam Zajíček    | 25. února 1993 (32 let)     | blokař     |            |
| 6              | Martti Juhkami  | 6. června 1988 (36 let)     | smečař     |            |
| 8              | Wessel Keemink  | 29. května 1993 (31 let)    | nahrávač   |            |
| 9              | Kewin Sasak     | 17. září 1997 (27 let)      | univerzál  |            |
| 11             | Jan Kasan       | 11. dubna 1998 (26 let)     | nahrávač   |            |
| 12             | Matěj Pastrňák  | 25. listopadu 2005 (19 let) | smečař     |            |
| 13             | Łukasz Wiese    | 24. března 1993 (31 let)    | smečař     |            |
| 14             | Vojtěch Patočka | 2. března 1993 (31 let)     | blokař     |            |
| 15             | Jakub Ihnát     | 22. října 1996 (28 let)     | smečař     |            |
| 21             | Martin Kočka    | 28. května 1998 (26 let)    | libero     |            |
| Hlavní trenér: | Hlavní trenér:  | Jiří Novák                  | Jiří Novák | Jiří Novák |